# Basile Petry
Basile Petry (n. 14 februarie 1833, Mocod – d. 1 februarie 1905, Năsăud) a fost un organizator școlar din Transilvania. Din 1853 până în 1857 a studiat la Înalta Școală Pedagogică din Praga.

## Studii
- Școala Primară din satul natal
- Școala trivială din Zagra
- Școala normală din Năsăud (1848).
- După revoluția din Transilvania urmează cursurile pedagogice de 6 luni din Năsăud pe care le absolvă în 1850.

## Activitate profesională
- Învățător la școala normală din Năsăud (1850 – 1853).
- Învățător la școala trivială din Sângeroz, Năsăud (nov. 1857)
- Profesor (1857 – 1869).
- În 1860 profesor provizor
- În iunie 1866 profesor definitiv.
- În 1870 angajat la preparandia de stat din Deva, de unde demisionează în 1871, mutîndu-se în Sibiu.
- Director al Școlilor Grănicerești din ținutul fostului Regiment I român grăniceresc Orlat (1872 – 1875).

În anul 1876 s-a întors în Năsăud, unde s-a stins din viață.
- Redactor la revistele „Școala română“, „Școala practică“ și „Magazin pedagogic“.